# Джон Толанд
Джон Толанд (англ. John Toland; 30 листопада 1670 — 11 березня 1722) — ірландський філософ.
Учень та послідовник Джона Локка, Джон Толанд продовжив та поглибив критику релігії з позицій деїзму та матеріалізму, сприяв подальшому розвиткові вільнодумства. У своїх антирелігійних виступах він критикував релігійне нетерпіння, відкидав ідею безсмерття душі, потойбічного життя. Основою походження релігійних вірувань Толанд вважав хибні уявлення про душу як самостійне нематеріальне начало. В основних філософських творах — «Листи до Серени» (1704), «Пантеїстикон» (1720) — Толанд розвинув матеріалізм і наблизився до атеїзму, хоча залишився в цілому в межах деїзму.
Матеріалізм Толанда примикав до вчення Бенедикта Спінози. У Всесвіті існує сама тільки матерія, вважав він. Вона є вічною, ніким не створеною, керується об'єктивними законами, складається з елементарних частинок. Порожнечі не існує. Всесвіт єдиний, нескінченний і складається з безлічі світів, становить собою систему вихорів або коловоротів матерії.
Значення філософії Толанда у розвитку матеріалізму полягало в тому, що він, визнаючи рух атрибутом матерії, почав долати обмеженість метафізичного тлумачення руху. Поза рухом, на його думку, матерія позбавляється будь-яких якостей. Від руху залежать форми усіх тілесних істот, їх народження, розвиток та загибель. При цьому Толланд не зводив усі форми руху до механічного, розуміючи його ширше — як загальну внутрішню активність матерії. Внутрішня активність є джерелом і механічного руху як просторового переміщення, яке є лише окремим випадком руху. Необхідно мати на увазі розбіжність між внутрішньою енергією, саморухом або суттєвою активністю будь-якої матерії і тими просторовими рухами або переміщеннями, які становлять собою лише різноманітні модифікації суттєвої активності. Тут Толанд підходить до проблеми саморуху матерії, але його вченню бракувало ідеї саморозвитку. В процесі руху, за Толандом, нічого нового не виникає, рух у Всесвіті — круговерть.
Виходячи з розуміння внутрішньої активності матерії, Толанд критикував ідеї духовної субстанції та нематеріальної душі.
Радикально розв'язував Толанд питання про співвідношення віри та розуму. Він не тільки проголошував первинність розуму перед вірою, як це робив, наприклад, Локк, а й намагався довести, що «істинна віра» нічим принципово не відрізняється від знання, оскільки передбачає розуміння. Проте якщо віра є знанням, то «розум важливіший, аніж одкровення». І хоча Толанд заперечував висновок, що таке поняття віри робить непотрібним одкровення, не важко помітити, що філософ, насправді, приходив до заперечення значення віри і одкровення, проголошуючи безумовний пріоритет розуму.
Матеріалізм Толанда та його критика релігії мали значний вплив не тільки в Англії, а й у Франції — на французьких матеріалістів XVIII ст.
На честь філософа названо астероїд 7947 Толанд.

## Твори
- Christianity Not Mysterious: A Treatise Shewing, That there is nothing in the Gospel Contrary to Reason, Nor Above It: And that no Christian Doctrine can be properly called A Mystery (1696)
- Letters to Serena (1704)
- Reasons for Naturalising the Jews in Great Britain and Ireland on the same foot with all Other Nations (1714)
- Hypatia or the History of a most beautiful, most virtuous, most learned and in every way accomplished lady, who was torn to pieces by the clergy of Alexandria to gratify the pride, emulation and cruelty of the archbishop commonly but undeservedly titled St Cyril (1720)